# Jorge Schellemberg
Jorge Schellemberg (2 de abril de 1962, Montevideo) es un músico, compositor, cantante y docente de música popular uruguaya. Su obra también se extiende a la composición de música para teatro, radio, televisión y cine.

## Biografía
Sus comienzos como artista profesional fueron en 1983. Ese año, junto otros músicos participa en la fundación del "Taller Uruguayo de Música Popular" (TUMP) y posteriormente de la "Asociación de la Música Popular del Uruguay" (ADEMPU).
Sus primeras canciones registradas en un fonograma fueron en 1987 para la obra colectiva "Enzalada" en la que participó junto a Asamblea Ordinaria, Guillermo Lamolle, Julio Brum y Javier Cabrera.
Ha grabado y actuado junto a músicos uruguayos como Hugo y Osvaldo Fattoruso, Rubén Rada, Mariana Ingold, Fernando Cabrera y Mauricio Ubal entre otros,  Abrió los conciertos en Uruguay de Víctor Heredia, Joaquín Sabina, Joan Manuel Serrat, Milton Nascimento, Djavan. Participó en festivales junto a Piero y León Gieco (Argentina), Casa de Farinha, Berimbrown ( Brasil) y Aterciopelados (Colombia).
En 2003 se desempeñó como coordinador de la red de artistas del "Proyecto Voces", que lucha contra el maltrato y abuso de niños y jóvenes.
Integra la comisión directiva de AGADU. En el año 2006 comenzó su labor como Coordinador General de la Fundación Eduardo Mateo, escuela creada por el que ha alcanzado gran éxito en la actualidad, mayormente por sus programas de clase para niños. 
Ha compuesto música para teatro, carnaval, cine, radio y televisión.
En 1992 y 1993 participó de carnaval junto a la Comparsa Sarabanda, junto a Mariana Ingold, Osvaldo Fattoruso, Nicolás y Martín Ibarburu y Gustavo Montemurro. En 2001 fue director musical de la Comparsa Mi Morena
Dirigió los programas "Sonido Nacional" (SODRE, 1995-96, junto a May Puchet y Wilson Negreyra)), "La Cocina" (El Espectador, 1998-99) y "Estación La Plaza"(Emisora del Sur, 2007-2009)
Desde 2012 es Director de la Sala Zitarrosa

## Discografía

### Solista
- 1991, Bailando la rambla (Ayuí / Tacuabé a/e88k)
- 1992, Segundo acústico (Ayuí / Tacuabé a/e110k)
- 1994, A las 3 de la mañana (Ayuí / Tacuabé ae136cd y a/e136k)
- 1995, Candombe beat (Ayuí / Tacuabé ae148cd y a/e148k)
- 1997, Tenemos que hablar (Ayuí / Tacuabé ae181cd)
- 1999, Virtual / Primitivo (álbum que incluye temas de Schellemberg y de Alberto Wolf. Ayuí / Tacuabé pd)
- 2001, Al palo (Sondor)
- 2005, Estas de vivo (Papagayo azul)
- 2006, AntroPoPfagia (Zapatito Records)

### Con MateoX6
- 2002, MateoX6 (junto a Ney Peraza, Popo Romano, Edú Lombardo, Juan Carlos Ferreira y Alberto Wolf. Perro Andaluz)

### Colectivos
- 1987, EnZalada (Ayuí / Tacuabé a/e64k)